# CryptoNote
CryptoNote es un protocolo de capa de aplicación diseñado para usarse con criptomonedas que tiene como objetivo resolver problemas específicos identificados en Bitcoin, a saber:
- Trazabilidad de transacciones
- La función de prueba de trabajo (ver red Bitcoin)
- Emisión irregular
- Constantes codificadas
- Guiones voluminosos
- Privacidad financiera

El protocolo impulsa varias criptomonedas descentralizadas orientadas a la privacidad, incluidas Monero, MobileCoin y Safex Cash.
No se sabe nada sobre el autor original de CryptoNote, "Nicolas van Saberhagen"  Su componente matemático y su motivación se describen en el artículo "CryptoNote Whitepaper", publicado en dos ediciones: en 2012 y en 2013. Lanzado en el verano de 2012, Bytecoin fue la primera criptomoneda en utilizar esta tecnología. Más tarde, varios equipos lanzaron sus redes, basadas en el código Bytecoin.

## Emisión
Al igual que en Bitcoin, los mineros son recompensados por encontrar soluciones. Pero la curva de liberación escalonada característica de Bitcoin ha sido reemplazada por una suave en CryptoNote: la recompensa disminuye con cada bloque.[cita requerida]
Una implementación del protocolo CryptoNote ha resultado en una curva de emisión no suave, específicamente, la curva S de Safex Blockchain, que fue diseñada para coincidir con la teoría de la curva de adopción de tecnología Diffusion of Innovations.